# Cái Châu
Cái Châu (chữ Hán giản thể: 盖州市, âm Hán Việt: Cái Châu thị) là một thành phố cấp huyện của địa cấp thị Dinh Khẩu, tỉnh Liêu Ninh, Cộng hòa Nhân dân Trung Hoa. Thành phố này nằm ở tây bắc bán đảo Liêu Đông. Đại Thạch Kiều dân số 879.449 người (1999).. Mã số bưu chính của Cái Châu là 115200 Thời nhà Hán lập huyện Bình Quách, thời nhà Kim, Nguyên lập Cái Châu.. Năm Khang Hi thứ 3 (1664) lập huyện Cái Bình. Năm 1965, đổi tên thành huyện Cái, năm 1992 lập thành phố cấp huyện Cái Châu trên cơ sở huyện Cái.